# Ventura Alvarado
Ventura Alvarado Aispuro (* 16. August 1992 in Phoenix, Arizona) ist ein US-amerikanischer Fußballspieler.
Der Abwehrspieler spielt seit 2012 für den Club América in der mexikanischen Liga MX.

## Spielerkarriere

### Jugend
Ab 2008 spielte Alvarado in der Jugend von Club América. Er begann in der sogenannten Tercera-Mannschaft und spielte ein Jahr später in der U-17 Jugendmannschaft des Klubs. In der Saison 2010/2011 spielte er für die Reservemannschaft Club América Coapa in der Segunda División, der dritthöchsten Liga des Landes. Mit der U-20 Mannschaft gewann er 2012 die mexikanische U-20 Clausura Meisterschaft. Bei der Copa Libertadores Sub-20 2012 war er an jedem Spiel von Club América beteiligt und belegte am Ende des Turniers mit ihr den dritten Platz.

### Club América
Alvarado wechselte zur Saison 2012/2013 in die erste Mannschaft des Club América und gab sein Debüt bei einem Pokalspiel im Juli 2012. Am 16. Februar 2013 debütierte er auch in der Liga MX.
In der Saison 2013/2014 spielte er leihweise für den Zweitligisten Club Necaxa.
Zur Apertura 2014 kehrte Alvarado zu den Americanistas zurück und gewann mit der Mannschaft den Meistertitel. Alvarado wirkte in beiden Finalspielen gegen die UANL Tigres mit und gewann am Ende der Saison 2014/15 mit den Aguilas auch die CONCACAF Champions League. 

### Nationalmannschaft
Da Ventura Alvarado Sohn mexikanischer Einwanderer ist, war es ihm möglich auch für die mexikanische Fußballnationalmannschaft zu spielen. Er entschied sich aber für die USA, obwohl er vorher Interesse an beiden Mannschaften gezeigt hatte. Am 25. März 2015 gab er sein Debüt für die Fußballnationalmannschaft der Vereinigten Staaten in einem Freundschaftsspiel gegen Dänemark.

## Erfolge
América
- Mexikanischer Meister (2): Clausura 2013, Apertura 2014
- CONCACAF Champions League (1): 2015